# Andrijan Nikolajev
Andrijan Grigorevič Nikolajev (rus. Андриян Григорьевич Николаев; 5. septembar 1929 — 3. jul 2004) bio је sovjetski kosmonaut.
Andrijan Nikolajev je 1962. godine postao treći čovek koji je boravio u svemiru. Nakon istorijskih letova u svemir Jurija Gagarina i Germana Titova 1961. godine, Nikolajev je godinu dana kasnije tri dana kružio oko Zemlje u svemirskoj sondi „Vastok-3”.
Nikolajev je godinama bio na veoma važnim funkcijama u sovjetskom svemirskom programu, a kuriozitet je i da se 1963. godine oženio prvom ženom u svemiru, Valentinom Terješkovom.